# Albert Roussel
Albert Charles Paul Marie Roussel (5/4/1869-23/8/1937) là nhà soạn nhạc người Pháp.

## Tiểu sử
Albert Roussel lúc đầu là sĩ quan hải quân, năm 1894 giải ngũ và chuyển sang hoạt động âm nhạc. Roussel học Vincent d'Indy về sáng tác tại Schola Cantorum. Trong các năm 1902-1914, Roussel là giáo sư bộ môn phức điệu tại chính ngôi trường này. Năm 1936, ông được bầu làm chủ tịch danh dự của Hiệp hội Âm nhạc Dân gian Pháp.

## Phong cách sáng tác
Sáng tác của Albert Roussel tuy chịu ảnh hưởng của âm nhạc ấn tượng, nhất là trong các sáng tác đầu tiên, những vẫn có tư duy và ngôn ngữ độc đáo, đặc biệt là trong lĩnh vực điệu thức-hòa thanh và phức điệu. Những ấn tượng Roussel cảm thụ được trong thời gian làm việc và viếng thăm các quốc gia phương Đông đã đóng một vai trò quan trọng trong nội dung âm nhạc của ông. Nhiều bản romance của ông là những mẫu mực trong lĩnh vực thanh nhạc thính phòng trữ tình của Pháp.

## Các tác phẩm
Albert Roussel đã sáng tác:
- Opera:

- Sự ra đời của đàn lyre (1925)
- Di chúc của dì Caroline (1936)

- Opera-ballet Padmâvati (1918)
- Các vở ballet, trong đó có Bữa tiệc của nhện (1913)
- Các tác phẩm dành cho dàn nhạc giao hưởng, trong đó có:

- bốn bản giao hưởng Thơ của rừng (1906, 1921, 1930, 1934)
- Giao hưởng thơ Lẽ hội mùa xuân (1920)
- Bản sinfonietta cho dàn nhạc dây
- Bản concerto cho:

- Piano (1927)
- Cello (1936)

- Các tác phẩm khí nhạc thính phòng:

- Tứ tấu
- Tam tấu
- Sonata

- Khoảng 40 bản rimance
- Các tác phẩm hợp xướng

## Danh mục tác phẩm

### Tác phẩm cho nhạc kịch
- Le marchand de sable qui passe (The Sandman), incidental music for a verse play by Jean-Aubry, Le Havre, ngày 16 tháng 12 năm 1908, Op. 13
- Le festin de l'araignée, ballet in one act. f.p. ngày 3 tháng 4 năm 1913, Op. 17
- Padmâvatî, opera in 2 acts (1913–18, Louis Laloy, after T.-M. Pavie). f.p. Paris Opéra, ngày 1 tháng 6 năm 1923, Op. 18
- La naissance de la lyre, opera in 1 act, Paris Opéra, ngày 1 tháng 7 năm 1925, Op. 24
- Sarabande (1927; for the children's ballet L'éventail de Jeanne, to which ten French composers each contributed a dance)
- Bacchus and Ariadne (ballet), ballet in two acts. f.p. Paris Opéra, ngày 22 tháng 5 năm 1931, Op. 43
- Aeneas, ballet for chorus and orchestra, Op. 54, 1935
- Le testament de la tante Caroline, opera in 3 acts, ngày 14 tháng 11 năm 1936
- Prelude to Act 2 of Le quatorze juillet by Romain Rolland, Paris, ngày 14 tháng 7 năm 1936
- Elpénor, for chamber ensemble, radio score, 1947, Op. 59 (LAST FINISHED OPUS - 1937)

### Tác phẩm cho dàn nhạc
- Résurrection, Prelude for orchestra Op. 4 (1903)
- Symphony No. 1 in D minor The Poem of the Forest, Op. 7 (1904-1906)
- Evocations for orchestra, Op. 15 (1910-11)
- Padmâvatî Suite №№ 1 & 2, Op. 18 (1918)
- Pour une fête de printemps, Poème symphonique Op. 22 (1920)
- Symphony No. 2 in B-flat major, Op. 23 (1919-1921)
- Suite for Orchestra in F major, Op. 33 (1926)
- Concert for small orchestra (1926-1927)
- Petite Suite, Op. 39 (1929)
- Symphony No. 3 in G minor, Op. 42 (1929-30), commissioned by the Boston Symphony for its 50th anniversary[2]
- Sinfonietta for String Orchestra, Op. 52 (1934)
- Symphony No. 4 in A major, Op. 53 (1934)
- Rapsodie flamande, Op. 56 (1936)

### Concertante
- Piano Concerto in G major, Op. 36 (1927)
- Cello Concertino, Op. 57 (1936)

### Hợp xướng
- Psalm 80 for tenor, choir, and orchestra, Op. 37 (1928)

### Tác phẩm thanh nhạc solo
- Quatre poems op.3 (1903)
- Quatre poems op.8 (1907)
- La ménace, op. 9 (1907-1908)
- Flammes op. 10 (1908)
- Deux poems Chinois op.12 (1908)
- Deux melodies op.19 (1918)
- Deux melodies op.20 (1919)
- Deux poems de Ronsard op.26 (1924)
- Odes anacreontiques op.31 (1926)
- Odes anacreontiques op.32 (1926)
- Deux poems Chinois op.35 (1927)
- Vocalise (1927)
- Jazz dans la nuit op.38 (1928)
- Vocalise-etude (1928)
- A flower given to my daughter (1931)
- Deux idylles op.44 (1932)
- Deux poems Chinois op.47 (1932)
- Deux melodies op.50 (1934)
- Deux melodies op.55 (1935)

### Tác phẩm thính phòng
- Piano Trio in E-flat, Op. 2 (1902, rev. 1927)
- Divertissement for piano and wind quintet, Op. 6 (1906)
- Violin Sonata No. 1 in D minor, Op. 11 (1907-1908)
- Impromptu for harp, Op. 21 (1919)
- Joueurs de Flûte, flute and piano, Op. 27 (1924)
- Violin Sonata No. 2 in A major, Op. 28 (1924)
- Segovia, for guitar, Op. 29 (1925)
- Duo for Bassoon and Contrabass, without opus (1925)
- Serenade for flute, string trio, and harp, Op. 30 (1925)
- Trio for Flute, Viola, and Cello, Op. 40 (1929)
- String Quartet, Op. 45 (1931-1932)
- Andante and Scherzo, for flute and piano, Op. 51 (1934)
- Pipe, for piccolo & piano, without opus (1934)
- String Trio, Op. 58 (1937)
- Andante from an unfinished Wind Trio, for oboe, clarinet, & bassoon (1937)

### Tác phẩm dành cho piano
- Des Heures Passent, Op. 1 (1898)
- Conte a la poupee (1904)
- Rusticues, Op. 5 (1906)
- Suite en fa diese, op.14 (1910)
- Petite canon perpetuel (1913)
- Sonatine, Op.16 (1914)
- Doute (1919)
- L'Accuueil des Muses *To the memory of Debussy (1920)
- Prelude et fugue, Op.46 (1932)
- Trois Pieces, op.49 (1933)

## Các bản ghi âm
- Symphonies 1-4 - Orchestre National de France/Charles Dutoit (Apex - Erato Records)
- Symphonies 1-4 and Ariadne et Bacchus - Royal Scottish National Orchestra/Stéphane Denève (Naxos Records)
- Symphony No. 3 - New York Philharmonic/Leonard Bernstein (Sony Classical)
- Symphony No. 4 - Philharmonia Orchestra/Herbert von Karajan (EMI)
- Symphony No. 2, Aeneas, Bacchus, Spider's Feast - ORTF/Jean Martinon (Erato)
- Padmavati (opera) - London Symphony Orchestra/Jean Martinon (BBC)
- Padmavati - Marilyn Horne, Nicolai Gedda, Michel Plasson conducting (EMI)
- Complete Chamber Music - Members of the Schonberg Quartet, 3 CD (Brilliant Classics)
- Intégrale de l'oeuvre pour piano - Désiré N'Kaoua
- Les Melodies - Complete Solo Vocal Works (Marie Devellereau, soprano/Yann Beuron, tenor/Laurent Naouri, baryton/Billy Eidi, piano/Luxembourg Philharmonic Orchestra/cond. Jean Yves Ossonce)